# Osservatorio John J. McCarthy
L'osservatorio John J. McCarthy (in inglese: John J. McCarthy Observatory) è un osservatorio astronomico statunitense situato a New Milford nella Contea di Litchfield in Connecticut. Il suo codice MPC è 932 John J. McCarthy Obs.. Sovente è anche citato tramite l'acronimo JJMO e talvolta come New Milford.

## Storia
L'idea di dotare il college di New Milford di un osservatorio venne proposta nel 1998 da Monty Robson, che riuscì a raccogliere attorno al progetto un gruppo di volontari che lo sostennero fino ad ottenere nel 2000 che diventasse il progetto del millennio della comunità. I rapidi lavori di costruzione, iniziati a maggio e conclusi a settembre dello stesso anno, permisero di inaugurare la struttura il 2 dicembre 2000.
| 115449 Robson   | 14 ottobre 2003 |
| 253587 Cloutier | 14 ottobre 2003 |

Nel 2005 la struttura venne ampliata: oltre ad una serie di locali di servizio, venne creata la piattaforma per l'osservazione in esterno. Nel 2009 venne costruita una versione in scala degli oggetti principali del sistema solare disposti su un percorso di circa dieci chilometri attraverso New Milford. L'anno successivo all'osservatorio venne aggiunto un giardino, con sculture a tema astronomico, usato come punto di partenza per le visite guidate.
L'osservatorio è gestito tramite un'organizzazione non a scopo di lucro e il personale vi lavora in volontariato.
Il Minor Planet Center gli accredita la scoperta di quattro asteroidi, effettuate tra il 2003 e il 2005.

## Strumentazione
La strumentazione dell'osservatorio si è andata ampliando nel tempo e comprende numerosi telescopi che sono stati donati e che vengono usati per lo più per le sessioni divulgative aperte al pubblico.
Il principale strumento di osservazione, un Schmidt-Cassegrain da 16 pollici, è il telescopio Harcourt, che prende il nome dalla fondazione che ne ha finanziato l'acquisto.
Per l'osservazione di ricerca vi sono anche strumenti da 10, 8 e 7 pollici.